# Proasellus dianae
Proasellus dianae és una espècie de crustaci isòpode pertanyent a la família dels asèl·lids.

## Hàbitat
Viu a l'aigua dolça d'un pou.

## Distribució geogràfica
Es troba a Europa: Úmbria (Itàlia).